# Selemdzja (rivier)
De Selemdzja (Russisch: Селемджа) is een rivier in de oblast Amoer in Rusland. Het is de belangrijkste zijrivier van de Zeja. De rivier is 647 km lang en heeft een oppervlakte van 68 600 km². De belangrijkste zijrivieren zijn de Oelma en de Nora. De Selemdzja bevriest in het begin van november en blijft dat doorgaans tot begin mei.
- Virtual International Authority File: 315158310